# Udea austriacalis
Udea austriacalis is een vlinder uit de familie van de grasmotten (Crambidae), uit de onderfamilie van de Spilomelinae. De wetenschappelijke naam van deze soort is voor het eerst voorgesteld als Botys austriacalis door Herrich-Schäffer in een publicatie uit 1851.
De soort komt voor in Spanje, Frankrijk, Zwitserland, Oostenrijk, Italië, Roemenië, Albanië, Noord-Macedonië, Bulgarije, Griekenland, Rusland, Georgië en China (Xinjiang).